# Eliseo González
Eliseo González Martínez (Burgos, 1962) es un escritor español, autor de libros de poemas y cuentos. 
Formó parte de la misma generación poética que Alberto Herrero, Ricardo Ruiz, Jorge Villalmanzo y Pedro Olaya. Fue miembro fundador del grupo poético Atlantes y ha sido un activo organizador de recitales poéticos y de iniciativas editoriales. 
Publicó en numerosas revistas literarias, como Pioderno, El Lucernario, Luzdegás, Entelequia y Calamar.
Figura en distintas antologías poéticas, como Veinte poetas de amor y una ciudad desesperada (edición de Tino Barriuso; Dossoles, 1997), Quinta del 63 (Celya, 2002), 30 en oro (edición de Manuel Aparicio e Isabel Allegretto; Celya, 2004) y Aquí llama primera del XXI (Telira, 2004). 
Parte de su libro Galería de suicidas fue traducido al portugués por el antólogo Jorge Melícias en O meu livro de cabeceira é um revólver (Lingua Morta, 2020).

## Obras
Sus primeras obras literarias las escribió de niño, a los ocho años de edad.
En 2001 publicó el poemario Mujeres (Colección Aedo, Celya). Su siguiente obra, Galería de suicidas (Huerga y Fierro, 2003), tiene la apariencia de una antología de poemas ajenos, escritos por poetas suicidas. En realidad, tanto las biografías que aparecen en el libro como todos los versos pertenecen a González y son enteramente ficticios. El crítico y poeta Ricardo Ruiz (Diario de Burgos, 9 de noviembre de 2003) subrayó el carácter ambiguo del texto y su desafío a los géneros literarios tradicionales. Los autores inventados por González en esta falsa antología fueron tomados por reales en una antología portuguesa y se los tradujo a tal idioma.
En 2004 publicó el libro La hospitalidad del carcelero (Gran Vía), en el que recopiló distintos textos en prosa (relatos, artículos, etc).
En 2023 editó El nadador del desierto (Medulia), compuesto por cincuenta poemas de inspiración autobiográfica (la enfermedad y muerte de familiares y amigos, el alzhéimer, el cáncer...), en los que está muy presente la memoria familiar. El libro se presentó en la XI Lectura Literaria en recuerdo de Jorge Villalmanzo.

## Relación con artistas plásticos
Muy relacionado con el ambiente artístico de su ciudad, ha escrito textos para catálogos de los pintores Gerardo Ibáñez, María José Castaño, Ana Núñez, Cinta Aller Krahe o el fotógrafo Sacris, entre muchos otros.
En 2015 participó con un poema manuscrito en la exposición colectiva Diversum del Centro de Arte Contemporáneo de Caja de Burgos, en la que figuraban doce artistas burgaleses (cinco escritores, cinco pintores y dos fotógrafos). Se trataba de un homenaje a los poetas Jorge Villalmanzo y Bernardo Cuesta Beltrán. 
En 2021, la artista Sonia Rocano plasmó pictóricamente sus impresiones de poemas de Cristina Perissinotto, Licia Canton y Eliseo González en su exposición Poesía, lugar natural del tiempo inaugurada en el Teatro Principal de Burgos.